# Almarada
L'almarada è un coltello da taglio di origine spagnola utilizzato a cavallo tra il 1600 - 1700, in genere di acciaio, con manico in legno e una punta molto acuta di sezione triangolare priva di bordo. La caratteristica che la contraddistingue è la capacità di produrre una ferita di punta poco dolorosa e con una lievissima emorragia esterna, ma che può provocare  gravissimi danni interni che portano rapidamente alla morte. È noto anche come "chupasangre" o "succhiasangue".
In Spagna viene chiamata anche almar o almaraz come un tipico ago usato in antichità per cucire le scarpe.